# Michel de Ghelderode

Michel de Ghelderode

Adhémar-Adolphe-Louis Martens, cunoscut sub pseudonimul Michel de Ghelderode, (n. 3 aprilie 1898 - d. 1 aprilie 1962) a fost un dramaturg belgian de limbă franceză.
Piesele sale, care aparțin teatrului absurd, au ca temă principală tensiunea metafizică dintre forțele iraționale și rațiune, dintre bine și rău, realizate cu o fantezie bogată, care combină, în mod expresionist, burlescul, tragicul, terifiantul și insolitul.

## Opera
- 1923: Istoria comică a lui Keizer Karel ("L'histoire comique de Keizer Karel")
- 1933: Barrabas
- 1942: Hop, Signor!
- 1948: Escurial
- 1949: Factes d'enfer
- 1952: Farsa tenebroșilor ("La farse des ténébreux")